# Organogenèse
L'organogenèse est une des étapes de l'embryogenèse qui représente la transformation que subit l'embryon de stade œuf jusqu’à maturité.
L'organogenèse est le processus de formation des organes d'un métazoaire au cours du développement embryonnaire (de la 4e semaine jusqu'à la 8e chez l'Homme). Elle se déroule à partir des trois feuillets embryonnaires fondamentaux : l'ectoderme, le mésoderme et l'endoderme.
Ceci comprend les mécanismes de prolifération cellulaire et l'agencement des organes ainsi que la différenciation cellulaire. 
Dans cet article sera traité le cas des vertébrés.

## Ectoderme
L’ectoderme est le feuillet le plus à l’extérieur parmi les trois qui composent l’embryon. Sa partie dorsale s’invagine pour donner le neuroderme qui donne par la suite le tube neural. Ceci est une étape de l’organogenèse appelée la neurulation.

### Différenciation de l'épiderme
À l'origine, une unique assise de cellules qui repose sur la lame basale, compose l'épiderme ; on l'appelle épithélium unistratifié.
Celui-ci se dédouble pour former le périderme et la couche germinale ; couche qui se différencie en épithélium pluristratifié par le biais de plusieurs mitoses.
Ce dernier est une épithélium de revêtement et de protection très indispensable qui sera à l'origine de la formation des poils, ongles, sabots, cornes, plumes...

### Neuroderme
Les cellules neurodermiques de l’embryon sont disposées en un épithélium unistratifié. Cet ensemble cohérent qui fait partie de la zone dorsale est plus large antérieurement que postérieurement et s’étend de l’avant à l’arrière de l’embryon pour former la plaque neurale.
La plaque neurale forme dans sa partie antérieure, le cerveau et en sa partie postérieure, la moelle épinière. Ce sont ces deux parties qui constituent le système nerveux central (SNC). Puis il y a formation des bourrelets nerveux grâce au soulèvement des bords de la plaque neurale. Ceux-ci ont leur partie centrale qui se déprime pour donner l’aspect d’une gouttière. Ils se rapprochent l’un de l’autre pour se souder au niveau de la partie troncale et la soudure se répand de part et d’autre vers les parties antérieures et postérieures. C’est ainsi que le tube neural s’intériorise, ainsi que les cellules qui bordent les bourrelets neuraux, forment les crêtes neurales qui font partie du système nerveux périphérique (SNP). Certaines cellules de l’ectoderme dorsal ne participent pas à la formation du tissu nerveux. Elles le recouvrent donc pour former l’épiderme.

## Mésoderme
Le mésoderme (ou feuillet moyen) est formé durant la gastrulation et se situe entre l'ectoderme et l'endoderme. L'organogenèse du mésoderme est initiée pendant la neurulation.
Ce feuillet est constitué de la chorde, du mésoderme somitique (dorsal), du mésoderme intermédiaire et du mésoderme latéral et ventral.

### Squelette et musculature
Le mésoderme somitique qui se situe dans la partie dorsale de l'embryon donne au cours de l'organogenèse les tissus conjonctifs, les os, les cartilages, le derme et les muscles.
Les somites présent dans ce feuillet se différencient en sclérotome, dermatome et en myotome.
Tout d'abord, la partie la plus proche de la chorde donne le sclérotome : les cellules des somites se divisent et donnent des cellules mésenchymateuses qui migrent vers la chorde et le tube neural pour former les chondrytes. L'ossification des chondrytes par sécrétion de collagène et de glycosaminoglycanes donne le squelette axial (vertèbres) et les côtes. Tout cela est induit par la notochorde et le tube neural (partie ventrale) par la production de la protéine Shh (Sonic hedgehog).
Ensuite la partie centrale des somites donne le myotome : les cellules des somites s'isolent et donnent les myoblastes qui se différencient ensuite en cellules musculaires. L'association de ces cellules donne la musculature. Tout cela est induit par la notochorde et le tube neural (partie dorsale) grâce à une exposition précoce à Shh  puis à la présence d'un signal Wnt qui induit par la suite des gènes myogéniques de la classe bHLH.
Pour finir, la partie la plus proche de l'ectoderme donne le dermatome : les cellules mésenchymateuses produites à partir des somites se divisent et se disposent sous l'épiblaste dorsal sus-jacent. Elles se différencient ensuite en fibroblastes et en cellules musculaires lisses qui conduisent à la formation du derme. Cette partie est induite par le tube neural (partie dorsale) par la production de neurotrophine 3.

### Appareil circulatoire
Le cœur se forme lors de l’organogenèse précoce à partir de l’endoderme en même temps que le tube digestif et le cerveau. La première étape consiste en un repliement de l’endoderme vers la partie antérieure de l’animal au niveau du sillon neural. De part et d’autre de cet axe, se forment des amas de cellules angiogénétiques. Une heure après cette étape, les amas formeront les ébauches de l’épicarde et de l’endocarde en forme de cercle. Par la suite, l’endoderme va se rejoindre et ces deux cercles vont se coller et fusionner pour donner le tube endocardique. La partie jointive de l’endoderme, le mésocarde ventral, va disparaître progressivement. Le cœur est donc formé.

## Endoderme
L’endoderme est un des trois feuillets embryonnaires mis en place lors de la gastrulation, il est le feuillet interne qui formera le tube digestif (hors bouche et rectum) et l'appareil respiratoire lors de l'organogenèse.

### Formation du tube digestif
La paroi du tube digestif et de ses glandes est formée à partir des cellules endodermiques.
L'archentéron formé lors de la gastrulation, prend une forme tubulaire lors de l'organogenèse afin de former le tube digestif délimité par l'endoderme. Ce tube digestif sera composé en trois régions : le tube digestif antérieur, le tube digestif moyen et le tube digestif postérieur. Chaque régions entrera dans la formation d'organes spécifiques.
L'endoderme est également à l'origine des parois des glandes annexes : le foie, le pancréas et la vésicule biliaire.
- Le mésenchyme, provenant du mésoderme provoque la prolifération de la région antérieure de l'endoderme, le rendant ramifié et formant ainsi l’épithélium glandulaire du foie.
- Le diverticule hépatique, qui est un tube de l'endoderme, s'étend de l'antérieur du tube digestif jusqu'au mésenchyme. Il forme un conduit de drainage pour le foie et à partir d'une excroissance donne naissance à un épithélium non glandulaire tapissant la vésicule biliaire. Celle-ci restera reliée au foie par un canal biliaire.
- Un diverticule ventral et un diverticule dorsal fusionneront et donneront le pancréas

Au site du blastopore, le mésoderme ne sépare pas l'endoderme de l'ectoderme
Les deux feuillets fusionnent entre eux, pour donner la membrane cloacale qui en se perforant, crée un orifice: l'anus.
L'anus a donc une origine ectodermique mais est également induit par la fusion de l'ectoderme avec l'endoderme.

### Formation du système respiratoire
L'endoderme est à l'origine du pharynx qui se situe dans la région antérieure de l'embryon et qui est dû à l'allongement du tube digestif, ainsi qu'aux glandes annexes tel que : les amygdales, les glandes thyroïdes et parathyroïdes.
Le pharynx est la cavité commune entre le tube digestif et les poumons.
Postérieurement au pharynx, deux bourgeons de la région antérieure du tube digestif se forment.
Les éléments de la trachée s'allongent et se ramifient pour former des éléments des bronches.
Ces derniers se ramifient à leur tour pour donner des embranchements de bronches, qui par association au tissu mésodermiques (dont des vaisseaux sanguins) constitueront les poumons.